# IGR J12580+0134
IGR J12580+0134 est une source d'émission de rayons X du noyau actif de la galaxie NGC 4845. Elle est interprétée comme la signature d'un trou noir supermassif d'environ 3×105 masses solaires qui aurait englouti un super-Jupiter, objet substellaire de 14–30 masses joviennes.
IGR J12580+0134 a été découverte grâce à INTEGRAL, le télescope spatial de l'Agence spatiale européenne. Sa découverte a été annoncée le 14 janvier 2011.